# Большая Переяславская улица
Больша́я Переясла́вская у́лица — улица в центре Москвы в Мещанском районе Центрального административного округа между Протопоповским и 2-м Крестовским переулками.

## История
Название возникло в XVIII веке по находившейся здесь с XVII века Переяславской ямской слободе, которая была названа по городу Переславлю-Залесскому, куда ямщики перевозили грузы и пассажиров. Различительное определение Большая отличает эту улицу от Средней и Малой Переяславских улиц. Улица носила также название Огородный проезд — по тянущимся вдоль неё огородам.

## Расположение
Большая Переяславская улица является продолжением Каланчёвской улицы от её перекрёстка с Пантелеевской улицей и Протопоповским переулком и начинается в северо-западном направлении, быстро переходя на северное. На неё слева выходит Астраханский переулок, затем справа Пантелеевский переулок, после чего слева на неё последовательно выходят Орлово-Давыдовский, Скрябинский, Банный и Глинистый переулки, пересекает Средняя Переяславская улица. Затем Большая Переяславская улица выходит к железнодорожным путям Алексеевской соединительной ветки (перегон «Каланчёвская»—«Ржевская») и Ленинградского направления и после 2-го Крестовского переулка рядом с Рижской эстакадой переходит в Водопроводный переулок.

## Примечательные здания и сооружения
- № 1 — Центр образования № 1840;
- № 7 стр 1 — отделение репродуктологии МОНИИАГ;
- № 8А — школьное здание (1930, архитекторы М. И. Мотылёв, Б. А. Малышев)[1], ныне — школа №1297 и детская музыкальная школа № 100;
- № 15 — библиотека № 88 имени А. С. Грибоедова Центрального административного округа; Централизованная библиотечная система № 2 ЦАО;
- № 16 — инспекция ФНС № 2 и инспекция ФНС № 8 по г. Москве;
- № 50 — общежитие № 1 Высшей школы экономики;
- № 66 стр 1 — Межрегиональная инспекция ФНС по крупнейшим налогоплательщикам № 1  и Межрегиональная инспекция ФНС по Центральному федеральному округу.